# Coupe de la Ligue anglaise de football 2015-2016
Navigation
Édition précédente Édition suivante
La Coupe de la Ligue anglaise 2015-2016, connue sous le nom de Capital One Cup pour des raisons de sponsor, est la 55e édition de la compétition. C'est une coupe à élimination directe qui se joue entre les 20 équipes de Premier League et les 72 équipes de Football League. Le vainqueur sera automatiquement qualifié pour la Ligue Europa 2016-2017.
Les équipes reléguées de Premier League durant la saison 2014-2015 commencent la compétition à partir du deuxième tour, tout comme les équipes de Premier League ne participant pas à une compétition européenne (Ligue des champions ou Ligue Europa). De leur côté, les équipes amenées à jouer en Europe jouent leur premier match au troisième tour.
Le premier tour commence le 11 août 2015 et la finale voit Manchester City remporter son 4e titre le 28 février contre Liverpool.

## Premier tour
Les 24 équipes de League Two, les 24 équipes de League One et 24 équipes de Championship (72 équipes en tout) commencent à ce stade de la compétition.
Le tirage au sort effectué le 16 juin 2015 donne les rencontres suivantes :
| 11 août 2015 | Accrington Stanley (4)                                  | 2 - 2 a. p. 3 - 4 t. a. b. | Hull City (2)                                          |                                                                     |                                                                     |
| 19 h 45 BST  | Crooks 105e · Gornell 115e                              |                            | Akpom 92e · Luer 108e                                  | Crown Ground, Accrington Spectateurs : 2 118 Arbitrage : David Webb | Crown Ground, Accrington Spectateurs : 2 118 Arbitrage : David Webb |
| 19 h 45 BST  | Rapport                                                 |                            |                                                        | Crown Ground, Accrington Spectateurs : 2 118 Arbitrage : David Webb | Crown Ground, Accrington Spectateurs : 2 118 Arbitrage : David Webb |
| 19 h 45 BST  | Mingoia · Windass · Kee · McConville · Gornell · Crooks | Tirs au but 3 - 4          | Luer · Maguire · Huddlestone · Akpom · Meyler · Davies | Crown Ground, Accrington Spectateurs : 2 118 Arbitrage : David Webb | Crown Ground, Accrington Spectateurs : 2 118 Arbitrage : David Webb |

| 11 août 2015 | Blackburn Rovers (2) | 1 - 2 | Shrewsbury Town (3)      |                                                                        |                                                                        |
| 19 h 45 BST  | Lawrence 30e (csc)   |       | Collins 9e · Barnett 32e | Ewood Park, Blackburn Spectateurs : 5 280 Arbitrage : Geoff Eltringham | Ewood Park, Blackburn Spectateurs : 5 280 Arbitrage : Geoff Eltringham |
| 19 h 45 BST  | Rapport              |       |                          | Ewood Park, Blackburn Spectateurs : 5 280 Arbitrage : Geoff Eltringham | Ewood Park, Blackburn Spectateurs : 5 280 Arbitrage : Geoff Eltringham |

| 11 août 2015 | Brentford (2) | 0 - 4 | Oxford United (4)                                 |                                                                              |                                                                              |
| 19 h 45 BST  |               |       | Sercombe 5e · Hylton 9e · Roofe 12e · Mullins 54e | Griffin Park, Brentford, Londres Spectateurs : 5 177 Arbitrage : Lee Collins | Griffin Park, Brentford, Londres Spectateurs : 5 177 Arbitrage : Lee Collins |
| 19 h 45 BST  | Rapport       |       |                                                   | Griffin Park, Brentford, Londres Spectateurs : 5 177 Arbitrage : Lee Collins | Griffin Park, Brentford, Londres Spectateurs : 5 177 Arbitrage : Lee Collins |

| 11 août 2015 | Bristol Rovers (4) | 1 - 2 | Birmingham City (2)       |                                                                       |                                                                       |
| 19 h 45 BST  | Harrison 65e       |       | Maghoma 57e · Shinnie 68e | Memorial Stadium, Bristol Spectateurs : 5 650 Arbitrage : Andy Davies | Memorial Stadium, Bristol Spectateurs : 5 650 Arbitrage : Andy Davies |
| 19 h 45 BST  | Rapport            |       |                           | Memorial Stadium, Bristol Spectateurs : 5 650 Arbitrage : Andy Davies | Memorial Stadium, Bristol Spectateurs : 5 650 Arbitrage : Andy Davies |

| 11 août 2015 | Cardiff City (2) | 1 - 0 | AFC Wimbledon (4) |                                                                              |                                                                              |
| 19 h 45 BST  | Noone 45e        |       |                   | Cardiff City Stadium, Cardiff Spectateurs : 6 314 Arbitrage : Brendan Malone | Cardiff City Stadium, Cardiff Spectateurs : 6 314 Arbitrage : Brendan Malone |

| 11 août 2015 | Carlisle United (4)         | 3 - 1 a. p. | Chesterfield (3) |                                                                              |                                                                              |
| 19 h 45 BST  | Ibehre 75e 108e · Osei 120e |             | Dieseruvwe 84e   | Brunton Park, Carlisle Spectateurs : 2 950 Arbitrage : Sebastian Stockbridge | Brunton Park, Carlisle Spectateurs : 2 950 Arbitrage : Sebastian Stockbridge |

| 11 août 2015 | Charlton Athletic (2)                                            | 4 - 1 | Dagenham & Redbridge (4) |                                                                    |                                                                    |
| 19 h 45 BST  | Watt 26e · Ahearne-Grant 40e · Bergdich 57e · Ghoochannejhad 77e |       | Doidge 69e               | The Valley, Londres Spectateurs : 5 100 Arbitrage : Stuart Attwell | The Valley, Londres Spectateurs : 5 100 Arbitrage : Stuart Attwell |

| 11 août 2015 | Colchester United (3) | 0 - 1 a. p. | Reading (2) |                                                                                          |                                                                                          |
| 19 h 45 BST  |                       |             | Gunter 115e | Colchester Community Stadium, Colchester Spectateurs : 2 706 Arbitrage : Darren Drysdale | Colchester Community Stadium, Colchester Spectateurs : 2 706 Arbitrage : Darren Drysdale |

| 11 août 2015 | Fleetwood Town (3) | 0 - 1 | Hartlepool United (4) |                                                                         |                                                                         |
| 19 h 45 BST  |                    |       | Paynter 58e           | Highbury Stadium, Fleetwood Spectateurs : 1 892 Arbitrage : Gary Sutton | Highbury Stadium, Fleetwood Spectateurs : 1 892 Arbitrage : Gary Sutton |

| 11 août 2015 | Huddersfield Town (2) | 1 - 2 | Notts County (4) |                                                               |                                                               |
| 19 h 45 BST  | Wallace 35e           |       | Noble 42e 56e    | John Smith's Stadium, Huddersfield Arbitrage : Jeremy Simpson | John Smith's Stadium, Huddersfield Arbitrage : Jeremy Simpson |

| 11 août 2015 | Ipswich Town (2)        | 2 - 1 | Stevenage (4)   |                                                                         |                                                                         |
| 19 h 45 BST  | Yorwerth 55e · Tabb 76e |       | Berra 34e (csc) | Portman Road, Ipswich Spectateurs : 10 449 Arbitrage : Frederick Graham | Portman Road, Ipswich Spectateurs : 10 449 Arbitrage : Frederick Graham |

| 11 août 2015 | Luton Town (4)            | 3 - 1 | Bristol City (2) |                                                                        |                                                                        |
| 19 h 45 BST  | Marriott 44e 63e · Benson |       | Robinson 71e     | Kenilworth Road, Luton Spectateurs : 3 948 Arbitrage : James Linington | Kenilworth Road, Luton Spectateurs : 3 948 Arbitrage : James Linington |

| 11 août 2015 | Millwall (3) | 1 - 2 a. p. | Barnet (4)                      |                                                                |                                                                |
| 19 h 45 BST  | Morison 76e  |             | Akinde 11e (pen.) · Yiadom 102e | The Den, Londres Spectateurs : 4 454 Arbitrage : Andrew Madley | The Den, Londres Spectateurs : 4 454 Arbitrage : Andrew Madley |

| 11 août 2015 | Milton Keynes (2)            | 2 - 1 | Leyton Orient (4)   |                                                                        |                                                                        |
| 19 h 45 BST  | Baudry 90e (csc) · Baker 90e |       | Lewington 36e (csc) | Stadium mk, Milton Keynes Spectateurs : 5 444 Arbitrage : Simon Hooper | Stadium mk, Milton Keynes Spectateurs : 5 444 Arbitrage : Simon Hooper |

| 11 août 2015 | Morecambe (4) | 0 - 1 | Sheffield United (3) |                                                                       |                                                                       |
| 19 h 45 BST  |               |       | Collins 90e          | Globe Arena, Morecambe Spectateurs : 2 168 Arbitrage : Stephen Martin | Globe Arena, Morecambe Spectateurs : 2 168 Arbitrage : Stephen Martin |

| 11 août 2015 | Northampton Town (4)                          | 3 – 0 | Blackpool (3) |                                                                             |                                                                             |
|              | Hackett 20e · Calvert-Lewin 24e · Hoskins 29e |       |               | Sixfields Stadium, Northampton Spectateurs : 2 549 Arbitrage : James Adcock | Sixfields Stadium, Northampton Spectateurs : 2 549 Arbitrage : James Adcock |
|              | Rapport                                       |       |               | Sixfields Stadium, Northampton Spectateurs : 2 549 Arbitrage : James Adcock | Sixfields Stadium, Northampton Spectateurs : 2 549 Arbitrage : James Adcock |

| 11 août 2015 | Nottingham Forest (2)        | 3 – 4 | Walsall (3)                               |                                                                        |                                                                        |
|              | Walker 32e · Antonio 81e 90e |       | Bradshaw 11e 14e 90e (pen.) · Sawyers 79e | City Ground, Nottingham Spectateurs : 5 237 Arbitrage : Darren Handley | City Ground, Nottingham Spectateurs : 5 237 Arbitrage : Darren Handley |
|              | Rapport                      |       |                                           | City Ground, Nottingham Spectateurs : 5 237 Arbitrage : Darren Handley | City Ground, Nottingham Spectateurs : 5 237 Arbitrage : Darren Handley |

| 11 août 2015 | Peterborough United (3)      | 2 - 0 | Crawley Town (4) |                                                                             |                                                                             |
|              | Washington 2e · Maddison 49e |       |                  | London Road Stadium, Peterborough Spectateurs : 2 500 Arbitrage : Rob Lewis | London Road Stadium, Peterborough Spectateurs : 2 500 Arbitrage : Rob Lewis |
|              | Rapport                      |       |                  | London Road Stadium, Peterborough Spectateurs : 2 500 Arbitrage : Rob Lewis | London Road Stadium, Peterborough Spectateurs : 2 500 Arbitrage : Rob Lewis |

| 11 août 2015 | Plymouth Argyle (4) | 1 - 2 | Gillingham (3)              |                                                                   |                                                                   |
|              | Tanner 78e          |       | Dack 85e · Hessenthaler 87e | Home Park, Plymouth Spectateurs : 5 120 Arbitrage : Kevin Johnson | Home Park, Plymouth Spectateurs : 5 120 Arbitrage : Kevin Johnson |
|              | Rapport             |       |                             | Home Park, Plymouth Spectateurs : 5 120 Arbitrage : Kevin Johnson | Home Park, Plymouth Spectateurs : 5 120 Arbitrage : Kevin Johnson |

| 11 août 2015 | Port Vale (3) | 1 - 0 | Burnley (2) |                                                                  |                                                                  |
|              | Moore 82e     |       |             | Vale Park, Burslem Spectateurs : 4 634 Arbitrage : Trevor Kettle | Vale Park, Burslem Spectateurs : 4 634 Arbitrage : Trevor Kettle |
|              | Rapport       |       |             | Vale Park, Burslem Spectateurs : 4 634 Arbitrage : Trevor Kettle | Vale Park, Burslem Spectateurs : 4 634 Arbitrage : Trevor Kettle |

| 11 août 2015                                   | Rochdale (3)      | 1 - 1 a. p. 5 - 3 t. a. b.            | Coventry City (3) |                                                                           |                                                                           |
|                                                | McDermott 45e     |                                       | Tudgay 84e        | Spotland Stadium, Rochdale Spectateurs : 1 986 Arbitrage : Eddie Ilderton | Spotland Stadium, Rochdale Spectateurs : 1 986 Arbitrage : Eddie Ilderton |
|                                                | Rapport           |                                       |                   | Spotland Stadium, Rochdale Spectateurs : 1 986 Arbitrage : Eddie Ilderton | Spotland Stadium, Rochdale Spectateurs : 1 986 Arbitrage : Eddie Ilderton |
| Rose · Henderson · Kennedy · Rafferty · Andrew | Tirs au but 5 - 3 | Tudgay · Morris · Maddison · Lameiras |                   | Spotland Stadium, Rochdale Spectateurs : 1 986 Arbitrage : Eddie Ilderton | Spotland Stadium, Rochdale Spectateurs : 1 986 Arbitrage : Eddie Ilderton |

| 11 août 2015 | Rotherham United (2) | 1 - 0 | Cambridge United (4) |                                                                                   |                                                                                   |
|              | Bowery 45e           |       |                      | New York Stadium, Rotherham Spectateurs : 4 568 Arbitrage : Christopher Sarginson | New York Stadium, Rotherham Spectateurs : 4 568 Arbitrage : Christopher Sarginson |
|              | Rapport              |       |                      | New York Stadium, Rotherham Spectateurs : 4 568 Arbitrage : Christopher Sarginson | New York Stadium, Rotherham Spectateurs : 4 568 Arbitrage : Christopher Sarginson |

| 11 août 2015                                                                 | Scunthorpe United (3) | 1 - 1 a. p. 6 – 7 t. a. b.                                                  | Barnsley (3)      |                                                                |                                                                |
|                                                                              | Madden 52e (pen.)     |                                                                             | Scowen 47e (pen.) | Glanford Park Spectateurs : 3 003 Arbitrage : Graham Salisbury | Glanford Park Spectateurs : 3 003 Arbitrage : Graham Salisbury |
|                                                                              | [ Rapport]            |                                                                             |                   | Glanford Park Spectateurs : 3 003 Arbitrage : Graham Salisbury | Glanford Park Spectateurs : 3 003 Arbitrage : Graham Salisbury |
| Madden · Hopper · Adelakun · Laird · Bishop · Van Veen · Mirfin · McAllister | Tirs au but 6 – 7     | Winnall · Hourihane · Scowen · Mawson · Roberts · Pearson · Nyatanga · Bree |                   | Glanford Park Spectateurs : 3 003 Arbitrage : Graham Salisbury | Glanford Park Spectateurs : 3 003 Arbitrage : Graham Salisbury |

| 11 août 2015 | Sheffield Wednesday (2)                      | 4 - 1 | Mansfield Town (4) |                                                                             |                                                                             |
|              | João 13e · Semedo 19e · Lee 53e · Sougou 84e |       | Tafazolli 45e      | Hillsborough Stadium, Sheffield Spectateurs : 14 021 Arbitrage : Mark Brown | Hillsborough Stadium, Sheffield Spectateurs : 14 021 Arbitrage : Mark Brown |
|              | Rapport                                      |       |                    | Hillsborough Stadium, Sheffield Spectateurs : 14 021 Arbitrage : Mark Brown | Hillsborough Stadium, Sheffield Spectateurs : 14 021 Arbitrage : Mark Brown |

| 11 août 2015 | Southend United (3) | 0 - 1 | Brighton & Hove Albion (2) |                                                                      |                                                                      |
|              |                     |       | LuaLua 90e                 | Roots Hall, Southend Spectateurs : 4 485 Arbitrage : Iain Williamson | Roots Hall, Southend Spectateurs : 4 485 Arbitrage : Iain Williamson |
|              | Rapport             |       |                            | Roots Hall, Southend Spectateurs : 4 485 Arbitrage : Iain Williamson | Roots Hall, Southend Spectateurs : 4 485 Arbitrage : Iain Williamson |

| 11 août 2015 | Swindon Town (3) | 1 - 2 | Exeter City (4)            |                                                                           |                                                                           |
|              | Obika 65e        |       | Nicholls 37e · Wheeler 42e | County Ground, Swindon Spectateurs : 4 693 Arbitrage : Charles Breakspear | County Ground, Swindon Spectateurs : 4 693 Arbitrage : Charles Breakspear |
|              | Rapport          |       |                            | County Ground, Swindon Spectateurs : 4 693 Arbitrage : Charles Breakspear | County Ground, Swindon Spectateurs : 4 693 Arbitrage : Charles Breakspear |

| 11 août 2015 | Wigan Athletic (3) | 1 - 2 | Bury (3)                 |                                                                |                                                                |
|              | Grigg 46e (pen.)   |       | L. Clarke 63e 89e (pen.) | DW Stadium, Wigan Spectateurs : 5 484 Arbitrage : Mark Heywood | DW Stadium, Wigan Spectateurs : 5 484 Arbitrage : Mark Heywood |
|              | Rapport            |       |                          | DW Stadium, Wigan Spectateurs : 5 484 Arbitrage : Mark Heywood | DW Stadium, Wigan Spectateurs : 5 484 Arbitrage : Mark Heywood |

| 11 août 2015 | Wolverhampton Wanderers (2)  | 2 - 1 | Newport County (4) |                                                                             |                                                                             |
|              | Dicko 16e · Afobe 58e (pen.) |       | Boden 6e           | Molineux Stadium, Wolverhampton Spectateurs : 9 586 Arbitrage : Darren Bond | Molineux Stadium, Wolverhampton Spectateurs : 9 586 Arbitrage : Darren Bond |
|              | Rapport                      |       |                    | Molineux Stadium, Wolverhampton Spectateurs : 9 586 Arbitrage : Darren Bond | Molineux Stadium, Wolverhampton Spectateurs : 9 586 Arbitrage : Darren Bond |

| 11 août 2015 | Wycombe Wanderers (4) | 0 - 1 | Fulham (2)     |                                                                     |                                                                     |
|              |                       |       | Kačaniklić 69e | Adams Park, High Wycombe Spectateurs : 4 012 Arbitrage : Gavin Ward | Adams Park, High Wycombe Spectateurs : 4 012 Arbitrage : Gavin Ward |
|              | Rapport               |       |                | Adams Park, High Wycombe Spectateurs : 4 012 Arbitrage : Gavin Ward | Adams Park, High Wycombe Spectateurs : 4 012 Arbitrage : Gavin Ward |

| 11 août 2015 | Yeovil Town (4) | 0 - 4 | Queens Park Rangers (2)                       |                                                                    |                                                                    |
|              |                 |       | Polter 16e · Emmanuel-Thomas 20e · Onuoha 56e | Huish Park, Yeovil Spectateurs : 4 058 Arbitrage : Oliver Langford | Huish Park, Yeovil Spectateurs : 4 058 Arbitrage : Oliver Langford |
|              | Rapport         |       |                                               | Huish Park, Yeovil Spectateurs : 4 058 Arbitrage : Oliver Langford | Huish Park, Yeovil Spectateurs : 4 058 Arbitrage : Oliver Langford |

| 11 août 2015                              | York City (4)                              | 2 - 2 a. p. 4 - 2 t. a. b.               | Bradford City (3)       |                                                                     |                                                                     |
|                                           | Summerfield 49e (pen.) · James Berrett 85e |                                          | Routis 21e · Hanson 90e | Bootham Crescent, York Spectateurs : 4 021 Arbitrage : Mark Haywood | Bootham Crescent, York Spectateurs : 4 021 Arbitrage : Mark Haywood |
|                                           | Rapport                                    |                                          |                         | Bootham Crescent, York Spectateurs : 4 021 Arbitrage : Mark Haywood | Bootham Crescent, York Spectateurs : 4 021 Arbitrage : Mark Haywood |
| Lowe · Hyde · Berrett · Thompson · Carson | Tirs au but 4 - 2                          | McMahon · Morris · Routis · James Hanson |                         | Bootham Crescent, York Spectateurs : 4 021 Arbitrage : Mark Haywood | Bootham Crescent, York Spectateurs : 4 021 Arbitrage : Mark Haywood |

| 11 août 2015 | Bolton Wanderers (2) | 0 - 1 | Burton Albion (3) |                                                                      |                                                                      |
|              |                      |       | Palmer 87e        | Macron Stadium, Bolton Spectateurs : 5 842 Arbitrage : Richard Clark | Macron Stadium, Bolton Spectateurs : 5 842 Arbitrage : Richard Clark |
|              | Rapport              |       |                   | Macron Stadium, Bolton Spectateurs : 5 842 Arbitrage : Richard Clark | Macron Stadium, Bolton Spectateurs : 5 842 Arbitrage : Richard Clark |

| 12 août 2015 | Crewe Alexandra (3) | 1 - 3 | Preston North End (2)                        |                                                                 |                                                                 |
|              | King 36e            |       | Hugill 5e (pen.) · Keane 13e · Brownhill 86e | Gresty Road, Crewe Spectateurs : 2 852 Arbitrage : Scott Duncan | Gresty Road, Crewe Spectateurs : 2 852 Arbitrage : Scott Duncan |
|              | Rapport             |       |                                              | Gresty Road, Crewe Spectateurs : 2 852 Arbitrage : Scott Duncan | Gresty Road, Crewe Spectateurs : 2 852 Arbitrage : Scott Duncan |

| 12 août 2015 | Oldham Athletic (3) | 1 - 3 | Middlesbrough (2)              |                                                                    |                                                                    |
|              | Philliskirk 90e     |       | Wildschut 23e · Stuani 41e 61e | Boundary Park, Oldham Spectateurs : 4 182 Arbitrage : Carl Boyeson | Boundary Park, Oldham Spectateurs : 4 182 Arbitrage : Carl Boyeson |
|              | Rapport             |       |                                | Boundary Park, Oldham Spectateurs : 4 182 Arbitrage : Carl Boyeson | Boundary Park, Oldham Spectateurs : 4 182 Arbitrage : Carl Boyeson |

| 12 août 2015 | Portsmouth (4)           | 2 - 1 | Derby County (2) |                                                                        |                                                                        |
|              | McGurk 49e · Chaplin 76e |       | Shackell 73e     | Fratton Park, Portsmouth Spectateurs : 11 573 Arbitrage : Paul Tierney | Fratton Park, Portsmouth Spectateurs : 11 573 Arbitrage : Paul Tierney |
|              | Rapport                  |       |                  | Fratton Park, Portsmouth Spectateurs : 11 573 Arbitrage : Paul Tierney | Fratton Park, Portsmouth Spectateurs : 11 573 Arbitrage : Paul Tierney |

| 13 août 2015                           | Doncaster Rovers (3) | 1 - 1 a. p. 4 - 2 t. a. b.        | Leeds United (2) |                                                                        |                                                                        |
|                                        | Williams 31e (pen.)  |                                   | L. Cook 14e      | Keepmoat Stadium, Doncaster Spectateurs : 8 361 Arbitrage : Keith Hill | Keepmoat Stadium, Doncaster Spectateurs : 8 361 Arbitrage : Keith Hill |
|                                        | Rapport              |                                   |                  | Keepmoat Stadium, Doncaster Spectateurs : 8 361 Arbitrage : Keith Hill | Keepmoat Stadium, Doncaster Spectateurs : 8 361 Arbitrage : Keith Hill |
| Tyson · Williams · Forrester · Wellens | Tirs au but 4 - 2    | Antenucci · Murphy · Byram · Wood |                  | Keepmoat Stadium, Doncaster Spectateurs : 8 361 Arbitrage : Keith Hill | Keepmoat Stadium, Doncaster Spectateurs : 8 361 Arbitrage : Keith Hill |

## Deuxième tour
Les 36 vainqueurs du premier tour sont rejoints par les 12 équipes de Premier League qui ne jouent pas de compétition européenne.
Le tirage au sort effectué le  13 août 2015 2015 donna les rencontres suivantes :
| 25 août 2015 | Aston Villa (1)                                               | 5 - 3 a. p. | Notts County (4)                            |                                                                              |                                                                              |
|              | Adama Traoré 24e · Sinclair 50e 78e (pen.) 99e · Bennett 111e |             | Snijders 16e · Stead 45e (pen.) · Burke 56e | Villa Park, Birmingham Spectateurs : 21 430 Arbitrage : Christopher Kavanagh | Villa Park, Birmingham Spectateurs : 21 430 Arbitrage : Christopher Kavanagh |
|              | Rapport                                                       |             |                                             | Villa Park, Birmingham Spectateurs : 21 430 Arbitrage : Christopher Kavanagh | Villa Park, Birmingham Spectateurs : 21 430 Arbitrage : Christopher Kavanagh |

| 25 août 2015 | Walsall (3)              | 2 - 1 | Brighton & Hove Albion (2)     |                                                                      |                                                                      |
|              | Lalkovič 65e · Henry 86e |       | Jake Forster-Caskey 39e (pen.) | Bescot Stadium, Walsall Spectateurs : 2 968 Arbitrage : Peter Bankes | Bescot Stadium, Walsall Spectateurs : 2 968 Arbitrage : Peter Bankes |
|              | Rapport                  |       |                                | Bescot Stadium, Walsall Spectateurs : 2 968 Arbitrage : Peter Bankes | Bescot Stadium, Walsall Spectateurs : 2 968 Arbitrage : Peter Bankes |

| 25 août 2015 | Crystal Palace (1)                                                    | 4 - 1 a. p. | Shrewsbury Town (3) |                                                                     |                                                                     |
|              | Gayle 41e (pen.) · Murray 95e (pen.) · Lee Chung-yong 97e · Zaha 114e |             | Tootle 9e           | Selhurst Park, Londres Spectateurs : 10 978 Arbitrage : Darren Bond | Selhurst Park, Londres Spectateurs : 10 978 Arbitrage : Darren Bond |
|              | Rapport                                                               |             |                     | Selhurst Park, Londres Spectateurs : 10 978 Arbitrage : Darren Bond | Selhurst Park, Londres Spectateurs : 10 978 Arbitrage : Darren Bond |

| 25 août 2015 | Sheffield Wednesday (2) | 1 - 0 | Oxford United (4) |                                                                             |                                                                             |
|              | Nuhiu 55e               |       |                   | Hillsborough Stadium, Sheffield Spectateurs : 11 799 Arbitrage : David Webb | Hillsborough Stadium, Sheffield Spectateurs : 11 799 Arbitrage : David Webb |
|              | Rapport                 |       |                   | Hillsborough Stadium, Sheffield Spectateurs : 11 799 Arbitrage : David Webb | Hillsborough Stadium, Sheffield Spectateurs : 11 799 Arbitrage : David Webb |

| 25 août 2015 | Portsmouth (4) | 1 - 2 | Reading (2)                 |                                                                      |                                                                      |
|              | Chaplin 40e    |       | Blackman 64e · McCleary 84e | Fratton Park, Portsmouth Spectateurs : 18 190 Arbitrage : Gavin Ward | Fratton Park, Portsmouth Spectateurs : 18 190 Arbitrage : Gavin Ward |
|              | Rapport        |       |                             | Fratton Park, Portsmouth Spectateurs : 18 190 Arbitrage : Gavin Ward | Fratton Park, Portsmouth Spectateurs : 18 190 Arbitrage : Gavin Ward |

| 25 août 2015 | Hartlepool United (4) | 0 - 4 | AFC Bournemouth (1)                              |                                                                        |                                                                        |
|              |                       |       | Kermorgant 30e · Gosling 34e · Stanislas 44e 64e | Victoria Park, Hartlepool Spectateurs : 4 890 Arbitrage : Carl Boyeson | Victoria Park, Hartlepool Spectateurs : 4 890 Arbitrage : Carl Boyeson |
|              | Rapport               |       |                                                  | Victoria Park, Hartlepool Spectateurs : 4 890 Arbitrage : Carl Boyeson | Victoria Park, Hartlepool Spectateurs : 4 890 Arbitrage : Carl Boyeson |

| 25 août 2015 | Fulham (2)                             | 3 - 0 | Sheffield United (3) |                                                                         |                                                                         |
|              | McCormack 62e (pen.) 75e · Dembélé 90e |       |                      | Craven Cottage, Londres Spectateurs : 5 927 Arbitrage : Dean Whitestone | Craven Cottage, Londres Spectateurs : 5 927 Arbitrage : Dean Whitestone |
|              | Rapport                                |       |                      | Craven Cottage, Londres Spectateurs : 5 927 Arbitrage : Dean Whitestone | Craven Cottage, Londres Spectateurs : 5 927 Arbitrage : Dean Whitestone |

| 25 août 2015 | Milton Keynes Dons (2)  | 2 - 1 a. p. | Cardiff City (2) |                                                                        |                                                                        |
|              | Baker 78e · Murphy 108e |             | Revell 53e       | Stadium mk, Milton Keynes Spectateurs : 5 617 Arbitrage : Tim Robinson | Stadium mk, Milton Keynes Spectateurs : 5 617 Arbitrage : Tim Robinson |
|              | Rapport                 |             |                  | Stadium mk, Milton Keynes Spectateurs : 5 617 Arbitrage : Tim Robinson | Stadium mk, Milton Keynes Spectateurs : 5 617 Arbitrage : Tim Robinson |

| 25 août 2015 | Hull City (2) | 1 - 0 | Rochdale (3) |                                                                              |                                                                              |
|              | Luer 9e       |       |              | KC Stadium, Kingston upon Hull Spectateurs : 10 430 Arbitrage : Mark Haywood | KC Stadium, Kingston upon Hull Spectateurs : 10 430 Arbitrage : Mark Haywood |
|              | Rapport       |       |              | KC Stadium, Kingston upon Hull Spectateurs : 10 430 Arbitrage : Mark Haywood | KC Stadium, Kingston upon Hull Spectateurs : 10 430 Arbitrage : Mark Haywood |

| 25 août 2015 | Sunderland (1)                                    | 6 - 3 | Exeter City (4)                          |                                                                              |                                                                              |
|              | Rodwell 12e 64e · Defoe 16e 39e 87e · Watmore 78e |       | Oyeleke 19e · Wheeler 31e · McCready 43e | Stadium of Light, Sunderland Spectateurs : 14 360 Arbitrage : Stuart Attwell | Stadium of Light, Sunderland Spectateurs : 14 360 Arbitrage : Stuart Attwell |
|              | Rapport                                           |       |                                          | Stadium of Light, Sunderland Spectateurs : 14 360 Arbitrage : Stuart Attwell | Stadium of Light, Sunderland Spectateurs : 14 360 Arbitrage : Stuart Attwell |

| 25 août 2015 | Bury (3)  | 1 - 4 | Leicester City (1)               |                                                               |                                                               |
|              | Mayor 49e |       | Dodoo 25e 86e 90e · Kramarić 41e | Gigg Lane, Bury Spectateurs : 4 914 Arbitrage : Andrew Madley | Gigg Lane, Bury Spectateurs : 4 914 Arbitrage : Andrew Madley |
|              | Rapport   |       |                                  | Gigg Lane, Bury Spectateurs : 4 914 Arbitrage : Andrew Madley | Gigg Lane, Bury Spectateurs : 4 914 Arbitrage : Andrew Madley |

| 25 août 2015 | Doncaster Rovers (3) | 1 - 4 a. p. | Ipswich Town (2)                                        |                                                                          |                                                                          |
|              | Williams 23e         |             | Pitman 58e · McGoldrick 102e · Alabi 105e · Fraser 113e | Keepmoat Stadium, Doncaster Spectateurs : 3 729 Arbitrage : Scott Duncan | Keepmoat Stadium, Doncaster Spectateurs : 3 729 Arbitrage : Scott Duncan |
|              | Rapport              |             |                                                         | Keepmoat Stadium, Doncaster Spectateurs : 3 729 Arbitrage : Scott Duncan | Keepmoat Stadium, Doncaster Spectateurs : 3 729 Arbitrage : Scott Duncan |

| 25 août 2015 | Rotherham United (2) | 1 - 2 | Norwich City (1)                 |                                                                          |                                                                          |
|              | Green 80e            |       | Howson 22e · van Wolfswinkel 68e | New York Stadium, Rotherham Spectateurs : 5 648 Arbitrage : Kevin Wright | New York Stadium, Rotherham Spectateurs : 5 648 Arbitrage : Kevin Wright |
|              | Rapport              |       |                                  | New York Stadium, Rotherham Spectateurs : 5 648 Arbitrage : Kevin Wright | New York Stadium, Rotherham Spectateurs : 5 648 Arbitrage : Kevin Wright |

| 25 août 2015 | Swansea City (1)                 | 3 - 0 | York City (4) |                                                                        |                                                                        |
|              | Dyer 2e · Grimes 64e · Emnes 88e |       |               | Liberty Stadium, Swansea Spectateurs : 10 174 Arbitrage : James Adcock | Liberty Stadium, Swansea Spectateurs : 10 174 Arbitrage : James Adcock |
|              | Rapport                          |       |               | Liberty Stadium, Swansea Spectateurs : 10 174 Arbitrage : James Adcock | Liberty Stadium, Swansea Spectateurs : 10 174 Arbitrage : James Adcock |

| 25 août 2015 | Queens Park Rangers (2) | 1 - 2 | Carlisle United (4)       |                                                                      |                                                                      |
|              | Emmanuel-Thomas 40e     |       | Asamoah 37e · Kennedy 79e | Loftus Road, Londres Spectateurs : 5 501 Arbitrage : James Linington | Loftus Road, Londres Spectateurs : 5 501 Arbitrage : James Linington |
|              | Rapport                 |       |                           | Loftus Road, Londres Spectateurs : 5 501 Arbitrage : James Linington | Loftus Road, Londres Spectateurs : 5 501 Arbitrage : James Linington |

| 25 août 2015 | Peterborough United (3) | 1 - 4 | Charlton Athletic (2)                                            |                                                                       |                                                                       |
|              | J Anderson 90e          |       | Kennedy 3e · Ahearne-Grant 53e (pen.) · Kashi 76e · Vetokele 87e | London Road, Peterborough Spectateurs : 2 771 Arbitrage : Gary Sutton | London Road, Peterborough Spectateurs : 2 771 Arbitrage : Gary Sutton |
|              | Rapport                 |       |                                                                  | London Road, Peterborough Spectateurs : 2 771 Arbitrage : Gary Sutton | London Road, Peterborough Spectateurs : 2 771 Arbitrage : Gary Sutton |

| 25 août 2015 | Birmingham City (2) | 2 - 0 | Gillingham (3) |                                                                          |                                                                          |
|              | Thomas 35e 72e      |       |                | St Andrew's, Birmingham Spectateurs : 9 275 Arbitrage : Graham Salisbury | St Andrew's, Birmingham Spectateurs : 9 275 Arbitrage : Graham Salisbury |
|              | Rapport             |       |                | St Andrew's, Birmingham Spectateurs : 9 275 Arbitrage : Graham Salisbury | St Andrew's, Birmingham Spectateurs : 9 275 Arbitrage : Graham Salisbury |

| 25 août 2015 | Newcastle United (1)                                   | 4 - 1 | Northampton Town (4) |                                                                                  |                                                                                  |
|              | Thauvin 3e · de Jong 8e · Janmaat 56e · Williamson 63e |       | Richards 10e (pen.)  | St James' Park, Newcastle-upon-Tyne Spectateurs : 26 923 Arbitrage : David Coote | St James' Park, Newcastle-upon-Tyne Spectateurs : 26 923 Arbitrage : David Coote |
|              | Rapport                                                |       |                      | St James' Park, Newcastle-upon-Tyne Spectateurs : 26 923 Arbitrage : David Coote | St James' Park, Newcastle-upon-Tyne Spectateurs : 26 923 Arbitrage : David Coote |

| 25 août 2015 | Wolverhampton Wanderers (2) | 2 - 1 | Barnet (4)  |                                                                              |                                                                              |
|              | Enobokhare 3e · Ojo 58e     |       | Dembélé 76e | Molineux Stadium, Wolverhampton Spectateurs : 7 384 Arbitrage : Mark Heywood | Molineux Stadium, Wolverhampton Spectateurs : 7 384 Arbitrage : Mark Heywood |
|              | Rapport                     |       |             | Molineux Stadium, Wolverhampton Spectateurs : 7 384 Arbitrage : Mark Heywood | Molineux Stadium, Wolverhampton Spectateurs : 7 384 Arbitrage : Mark Heywood |

| 25 août 2015 | Burton Albion (3) | 1 - 2 a. p. | Middlesbrough (2) |                                                                               |                                                                               |
|              | Friend 24e (csc)  |             | Stuani 70e 109e   | Pirelli Stadium, Burton upon Trent Spectateurs : 3 414 Arbitrage : Mark Brown | Pirelli Stadium, Burton upon Trent Spectateurs : 3 414 Arbitrage : Mark Brown |
|              | Rapport           |             |                   | Pirelli Stadium, Burton upon Trent Spectateurs : 3 414 Arbitrage : Mark Brown | Pirelli Stadium, Burton upon Trent Spectateurs : 3 414 Arbitrage : Mark Brown |

| 25 août 2015                                                               | Luton Town (4)    | 1 - 1 a. p. 7 - 8 t. a. b.                                                    | Stoke City (1) |                                                                     |                                                                     |
|                                                                            | McGeehan 90e      |                                                                               | Walters 67e    | Kenilworth Road, Luton Spectateurs : 6 099 Arbitrage : Paul Tierney | Kenilworth Road, Luton Spectateurs : 6 099 Arbitrage : Paul Tierney |
|                                                                            | Rapport           |                                                                               |                | Kenilworth Road, Luton Spectateurs : 6 099 Arbitrage : Paul Tierney | Kenilworth Road, Luton Spectateurs : 6 099 Arbitrage : Paul Tierney |
| Benson · McGeehan · Lee · Wilkinson · Hall · O'Donnell · Smith · Griffiths | Tirs au but 7 - 8 | Walters · Joselu · Bardsley · Sidwell · Wilson · Diouf · Wollscheid · Cameron |                | Kenilworth Road, Luton Spectateurs : 6 099 Arbitrage : Paul Tierney | Kenilworth Road, Luton Spectateurs : 6 099 Arbitrage : Paul Tierney |

| 25 août 2015 | Preston North End (2) | 1 - 0 | Watford (1) |                                                                  |                                                                  |
|              | Vermijl 8e            |       |             | Deepdale, Preston Spectateurs : 6 250 Arbitrage : Stephen Martin | Deepdale, Preston Spectateurs : 6 250 Arbitrage : Stephen Martin |
|              | Rapport               |       |             | Deepdale, Preston Spectateurs : 6 250 Arbitrage : Stephen Martin | Deepdale, Preston Spectateurs : 6 250 Arbitrage : Stephen Martin |

| 25 août 2015                                     | West Bromwich Albion (1) | 0 - 0 a. p. 5 - 3 t. a. b.             | Port Vale (3) |                                                                            |
|                                                  |                          |                                        |               | The Hawthorns, West Bromwich Spectateurs : 13 915 Arbitrage : Keith Stroud |
|                                                  | Rapport                  |                                        |               |                                                                            |
| Lambert · Yacob · McManaman · Fletcher · Chester | Tirs au but 5 - 3        | Leitch-Smith · Duffy · Purkiss · Foley |               |                                                                            |

| 26 août 2015 | Barnsley (3)                            | 3 - 5 a. p. | Everton (1)                                                       |                                                    |                                                    |
|              | Winnall 22e · Watkins 28e · Crowley 60e |             | Mirallas 51e · Naismith 59e · Lukaku 78e 115e · Roberts 96e (csc) | Oakwell Stadium, Barnsley Arbitrage : Simon Hooper | Oakwell Stadium, Barnsley Arbitrage : Simon Hooper |
|              | Rapport                                 |             |                                                                   | Oakwell Stadium, Barnsley Arbitrage : Simon Hooper | Oakwell Stadium, Barnsley Arbitrage : Simon Hooper |

## Troisième tour
Les 24 vainqueurs du deuxième tour sont rejoints par les 8 équipes de Premier League jouant les compétitions européennes.
Le tirage au sort effectué le 25 août 2015 donne les rencontres suivantes :
| 22 septembre 2015 | Middlesbrough (2)             | 3 - 0   | Wolverhampton (2) |                                                                                |                                                                                |
| 19 h 45 BST       | Adomah 37e 64e · Fabbrini 57e | (1 - 0) |                   | Riverside Stadium, Middlesbrough Spectateurs : 13 368 Arbitrage : Kevin Wright | Riverside Stadium, Middlesbrough Spectateurs : 13 368 Arbitrage : Kevin Wright |
| 19 h 45 BST       | Rapport                       |         |                   | Riverside Stadium, Middlesbrough Spectateurs : 13 368 Arbitrage : Kevin Wright | Riverside Stadium, Middlesbrough Spectateurs : 13 368 Arbitrage : Kevin Wright |

| 22 septembre 2015 | Hull City (2) | 1 - 0   | Swansea City (1) |                                                                                 |                                                                                 |
| 19 h 45 BST       | Meyler 41e    | (1 - 0) |                  | KC Stadium, Kingston-upon-Hull Spectateurs : 16 286 Arbitrage : James Linington | KC Stadium, Kingston-upon-Hull Spectateurs : 16 286 Arbitrage : James Linington |
| 19 h 45 BST       | Rapport       |         |                  | KC Stadium, Kingston-upon-Hull Spectateurs : 16 286 Arbitrage : James Linington | KC Stadium, Kingston-upon-Hull Spectateurs : 16 286 Arbitrage : James Linington |

| 22 septembre 2015 | Leicester City (1)   | 2 - 1 a. p. | West Ham United (1) |                                                                             |                                                                             |
| 19 h 45 BST       | Dodoo 6e · King 116e | (1 - 1)     | Zárate 27e          | King Power Stadium, Leicester Spectateurs : 21 268 Arbitrage : Peter Bankes | King Power Stadium, Leicester Spectateurs : 21 268 Arbitrage : Peter Bankes |
| 19 h 45 BST       | Rapport              |             |                     | King Power Stadium, Leicester Spectateurs : 21 268 Arbitrage : Peter Bankes | King Power Stadium, Leicester Spectateurs : 21 268 Arbitrage : Peter Bankes |

| 22 septembre 2015 | Aston Villa (1) | 1 - 0   | Birmingham City (2) |                                                                       |                                                                       |
| 19 h 45 BST       | Gestede 62e     | (0 - 0) |                     | Villa Park, Birmingham Spectateurs : 34 442 Arbitrage : Robert Madley | Villa Park, Birmingham Spectateurs : 34 442 Arbitrage : Robert Madley |
| 19 h 45 BST       | Rapport         |         |                     | Villa Park, Birmingham Spectateurs : 34 442 Arbitrage : Robert Madley | Villa Park, Birmingham Spectateurs : 34 442 Arbitrage : Robert Madley |

| 22 septembre 2015 | Fulham (2) | 0 - 1   | Stoke City (1) |                                                                        |                                                                        |
| 19 h 45 BST       |            | (0 - 1) | Crouch 33e     | Craven Cottage, Londres Spectateurs : 9 100 Arbitrage : Stuart Attwell | Craven Cottage, Londres Spectateurs : 9 100 Arbitrage : Stuart Attwell |
| 19 h 45 BST       | Rapport    |         |                | Craven Cottage, Londres Spectateurs : 9 100 Arbitrage : Stuart Attwell | Craven Cottage, Londres Spectateurs : 9 100 Arbitrage : Stuart Attwell |

| 22 septembre 2015 | Sunderland (1) | 1 - 4   | Manchester City (1)                                                 |                                                                          |                                                                          |
| 19 h 45 BST       | Toivonen 83e   | (0 - 4) | Agüero 9e (pen.) · De Bruyne 25e · Mannone 33e (csc) · Sterling 36e | Stadium of Light, Sunderland Spectateurs : 21 644 Arbitrage : Roger East | Stadium of Light, Sunderland Spectateurs : 21 644 Arbitrage : Roger East |
| 19 h 45 BST       | Rapport        |         |                                                                     | Stadium of Light, Sunderland Spectateurs : 21 644 Arbitrage : Roger East | Stadium of Light, Sunderland Spectateurs : 21 644 Arbitrage : Roger East |

| 22 septembre 2015 | Reading (2)  | 1 - 2   | Everton (1)                |                                                                       |                                                                       |
| 19 h 45 BST       | Blackman 36e | (1 - 0) | Barkley 62e · Deulofeu 73e | Madejski Stadium, Reading Spectateurs : 19 435 Arbitrage : Keith Hill | Madejski Stadium, Reading Spectateurs : 19 435 Arbitrage : Keith Hill |
| 19 h 45 BST       | Rapport      |         |                            | Madejski Stadium, Reading Spectateurs : 19 435 Arbitrage : Keith Hill | Madejski Stadium, Reading Spectateurs : 19 435 Arbitrage : Keith Hill |

| 22 septembre 2015 | Preston North End (2)                    | 2 - 2 2 - 3 t. a. b. | AFC Bournemouth (1)               |                                                                |                                                                |
| 19 h 45 BST       | Hugill 84e · Johnson 118e (pen.)         | (0 - 1)              | MacDonald 23e · Pugh 96e          | Deepdale, Preston Spectateurs : 5 643 Arbitrage : Nigel Miller | Deepdale, Preston Spectateurs : 5 643 Arbitrage : Nigel Miller |
| 19 h 45 BST       | Rapport                                  |                      |                                   | Deepdale, Preston Spectateurs : 5 643 Arbitrage : Nigel Miller | Deepdale, Preston Spectateurs : 5 643 Arbitrage : Nigel Miller |
| 19 h 45 BST       | Hugill · Keane · Reid · Browne · Johnson | Tirs au but 2 - 3    | Stanislas · Cook · Gosling · Pugh | Deepdale, Preston Spectateurs : 5 643 Arbitrage : Nigel Miller | Deepdale, Preston Spectateurs : 5 643 Arbitrage : Nigel Miller |

| 23 septembre 2015 | Norwich City (1)                                | 3 - 0 | West Bromwich Albion (1) |                      |                      |
| 19 h 45 BST       | Jarvis 62e · Lafferty 85e · Pocognoli 90e (csc) |       |                          | Carrow Road, Norwich | Carrow Road, Norwich |

| 23 septembre 2015 | Tottenham Hotspur (1) | 1 - 2 | Arsenal (1)     |                          |                          |
| 19 h 45 BST       | Chambers 56e (csc)    |       | Flamini 27e 78e | White Hart Lane, Londres | White Hart Lane, Londres |

| 23 septembre 2015 | Manchester United (1)                  | 3 - 0 | Ipswich Town (2) |                          |                          |
| 20 h 00 BST       | Rooney 23e · Pereira 60e · Martial 92e |       |                  | Old Trafford, Manchester | Old Trafford, Manchester |

| 23 septembre 2015 | Liverpool (1)     | 1 - 1 3 - 2 t. a. b. | Carlisle United (4) |                    |                    |
| 20 h 00 BST       | Ings 24e          |                      | Asamoah 34e         | Anfield, Liverpool | Anfield, Liverpool |
| 20 h 00 BST       | Tirs au but 3 - 2 |                      |                     | Anfield, Liverpool | Anfield, Liverpool |

| 23 septembre 2015 | Crystal Palace (1)                              | 4 - 1 | Charlton Athletic (2) |                        |                        |
| 19 h 45 BST       | Campbell 51e · Gayle 59e (pen.) · Gayle 75e 86e |       | Sarr 65e              | Selhurst Park, Londres | Selhurst Park, Londres |

| 23 septembre 2015 | Newcastle United (1) | 0 - 1 | Sheffield Wednesday (2) |                           |                           |
| 19 h 45 BST       |                      |       | McGugan 76e             | St James' Park, Newcastle | St James' Park, Newcastle |

| 23 septembre 2015 | Walsall (3)  | 1 - 4 | Chelsea (1)                                     |                         |                         |
| 19 h 45 BST       | O'Connor 46e |       | Ramires 11e · Rémy 41e · Kenedy 53e · Pedro 92e | Bescot Stadium, Walsall | Bescot Stadium, Walsall |

| 23 septembre 2015 | Milton Keynes Dons (2) | 0 - 6 | Southampton (1)                                                   |                           |                           |
| 19 h 45 BST       |                        |       | Rodriguez 5e · Mané 10e 25e · Rodriguez 48e (pen.) · Long 68e 78e | Stadium mk, Milton Keynes | Stadium mk, Milton Keynes |

## Huitièmes de finale
| 27 octobre 2015 | Stoke City (1)                                    | 1 - 1 5-4 t. a. b. | Chelsea (1)                             |                                                                                 |                                                                                 |
| 19 h 45 BST     | Walters 52e                                       | (0 - 0)            | Rémy 91e                                | Britannia Stadium, Stoke-on-Trent Spectateurs : 24 886 Arbitrage : Kevin Friend | Britannia Stadium, Stoke-on-Trent Spectateurs : 24 886 Arbitrage : Kevin Friend |
| 19 h 45 BST     | Adam · Odemwingie · Shaqiri · Wilson · Arnautović | Tirs au but 5-4    | Willian · Oscar · Rémy · Zouma · Hazard | Britannia Stadium, Stoke-on-Trent Spectateurs : 24 886 Arbitrage : Kevin Friend | Britannia Stadium, Stoke-on-Trent Spectateurs : 24 886 Arbitrage : Kevin Friend |

| 27 octobre 2015 | Hull City (2)                                      | 1 - 1 a.p. 5-4 t. a. b. | Leicester City (1)                               |                                                                                |                                                                                |
| 19 h 45 BST     | Hernández 105e                                     | (0 - 0)                 | Mahrez 100e                                      | KC Stadium, Kingston-upon-Hull Spectateurs : 16 818 Arbitrage : Stuart Attwell | KC Stadium, Kingston-upon-Hull Spectateurs : 16 818 Arbitrage : Stuart Attwell |
| 19 h 45 BST     | Hernández · Maloney · Huddlestone · Akpom · Meyler | Tirs au but 5-4         | Mahrez · Drinkwater · Inler · Wasilewski · Vardy | KC Stadium, Kingston-upon-Hull Spectateurs : 16 818 Arbitrage : Stuart Attwell | KC Stadium, Kingston-upon-Hull Spectateurs : 16 818 Arbitrage : Stuart Attwell |

| 27 octobre 2015 | Sheffield Wednesday (2)                       | 3 - 0   | Arsenal (1) |                                                                       |                                                                       |
| 20 h 00 BST     | Wallace 28e · Lucas João 40e · Hutchinson 52e | (2 - 0) |             | Hillsborough, Sheffield Spectateurs : 35 065 Arbitrage : Graham Scott | Hillsborough, Sheffield Spectateurs : 35 065 Arbitrage : Graham Scott |

| 27 octobre 2015 | Everton (1)                          | 1 - 1 4-3 t. a. b. | Norwich City (1)                                   |                                                                      |                                                                      |
| 20 h 00 BST     | Osman 68e                            | (0 - 0)            | Bassong 51e                                        | Goodison Park, Liverpool Spectateurs : 31 694 Arbitrage : Roger East | Goodison Park, Liverpool Spectateurs : 31 694 Arbitrage : Roger East |
| 20 h 00 BST     | Deulofeu · Barkley · Lukaku · Gibson | Tirs au but 4-3    | Dorrans · Whittaker · Hoolahan · Grabban · Redmond | Goodison Park, Liverpool Spectateurs : 31 694 Arbitrage : Roger East | Goodison Park, Liverpool Spectateurs : 31 694 Arbitrage : Roger East |

| 28 octobre 2015 | Manchester City (1)                                                      | 5 - 1 | Crystal Palace (1) |                                                                          |                                                                          |
| 19 h 45 BST     | Bony 22e · De Bruyne 44e · Iheanacho 59e · Touré 76e (pen.) · Garcia 94e |       | Delaney 89e        | Etihad Stadium, Manchester Spectateurs : 40 585 Arbitrage : Paul Tierney | Etihad Stadium, Manchester Spectateurs : 40 585 Arbitrage : Paul Tierney |

| 28 octobre 2015 | Southampton (1)         | 2 - 1 | Aston Villa (1)     |                                                                              |                                                                              |
| 19 h 45 BST     | Yoshida 51e · Pellè 77e |       | Sinclair 94e (pen.) | St Mary's Stadium, Southampton Spectateurs : 31 314 Arbitrage : Keith Stroud | St Mary's Stadium, Southampton Spectateurs : 31 314 Arbitrage : Keith Stroud |

| 28 octobre 2015 | Liverpool (1) | 1 - 0 | Bournemouth (1) |                                                                |                                                                |
| 19 h 45 BST     | Clyne 18e     |       |                 | Anfield, Liverpool Spectateurs : 41 948 Arbitrage : Mike Jones | Anfield, Liverpool Spectateurs : 41 948 Arbitrage : Mike Jones |

| 28 octobre 2015 | Manchester United (1)              | 0 - 0 1 - 3 t. a. b. | Middlesbrough (2)                      |                                                                     |                                                                     |
| 20 h 00 BST     |                                    |                      |                                        | Old Trafford, Manchester Spectateurs : 67 258 Arbitrage : Lee Mason | Old Trafford, Manchester Spectateurs : 67 258 Arbitrage : Lee Mason |
| 20 h 00 BST     | Rooney · Pereira · Carrick · Young | Tirs au but 1 - 3    | Leadbitter · Nugent · Downing · Gibson | Old Trafford, Manchester Spectateurs : 67 258 Arbitrage : Lee Mason | Old Trafford, Manchester Spectateurs : 67 258 Arbitrage : Lee Mason |

## Quarts de finale
| 1er décembre 2015 | Middlesbrough (2) | 0 - 2   | Everton (1)               |                                                                              |                                                                              |
| 19 h 45 BST       |                   | (0 - 2) | 20e Deulofeu · 28e Lukaku | Riverside Stadium, Middlesbrough Spectateurs : 31 628 Arbitrage : Roger East | Riverside Stadium, Middlesbrough Spectateurs : 31 628 Arbitrage : Roger East |

| 1er décembre 2015 | Stoke City (1)             | 2 - 0   | Sheffield Wednesday (2) |                                                                             |                                                                             |
| 19 h 45 BST       | Afellay 30e · Bardsley 75e | (1 - 0) |                         | Britannia Stadium, Stoke-on-Trent Spectateurs : 26 779 Arbitrage : Jon Moss | Britannia Stadium, Stoke-on-Trent Spectateurs : 26 779 Arbitrage : Jon Moss |

| 1er décembre 2015 | Manchester City (1)                          | 4 - 1   | Hull City (2) |                                                                            |                                                                            |
| 19 h 45 BST       | Bony 12e · Iheanacho 80e · De Bruyne 82e 87e | (1 - 0) | 90e Robertson | Etihad Stadium, Manchester Spectateurs : 38 246 Arbitrage : Neil Swarbrick | Etihad Stadium, Manchester Spectateurs : 38 246 Arbitrage : Neil Swarbrick |

| 2 décembre 2015 | Southampton (1) | 1 - 6   | Liverpool (1)                                   |                                                                               |                                                                               |
| 19 h 45 BST     | 1re Mané        | (1 - 3) | 25e 29e Sturridge · 45e 68e 86e Origi · 73e Ibe | St Mary's Stadium, Southampton Spectateurs : 31 692 Arbitrage : Robert Madley | St Mary's Stadium, Southampton Spectateurs : 31 692 Arbitrage : Robert Madley |

## Demi-finales

### Aller
| 5 janvier 2016 | Stoke City (1) | 0 - 1   | Liverpool (1) |                                                                                   |                                                                                   |
| 20 h 00 BST    |                | (0 - 1) | 37e Ibe       | Britannia Stadium, Stoke-on-Trent Spectateurs : 27 369 Arbitrage : Anthony Taylor | Britannia Stadium, Stoke-on-Trent Spectateurs : 27 369 Arbitrage : Anthony Taylor |

| 6 janvier 2016 | Everton (1)                   | 2 - 1   | Manchester City (1) |                                                                         |                                                                         |
| 20 h 00 BST    | Funes Mori 45+1e · Lukaku 78e | (1 - 0) | 76e Navas           | Goodison Park, Liverpool Spectateurs : 40 000 Arbitrage : Robert Madley | Goodison Park, Liverpool Spectateurs : 40 000 Arbitrage : Robert Madley |

### Retour
| 26 janvier 2016 | Liverpool (1)                                              | 0 - 1 6 - 5 t. a. b. | Stoke City (1)                                                       |                                                                   |                                                                   |
| 19 h 45 BST     |                                                            | (0 - 1)              | Arnautović 45+1e                                                     | Anfield, Liverpool Spectateurs : 43 091 Arbitrage : Jonathan Moss | Anfield, Liverpool Spectateurs : 43 091 Arbitrage : Jonathan Moss |
| 19 h 45 BST     | Lallana · Can · Benteke · Firmino · Milner · Lucas · Allen | Tirs au but 6 - 5    | Walters · Crouch · Whelan · Afellay · Shaqiri · van Ginkel · Muniesa | Anfield, Liverpool Spectateurs : 43 091 Arbitrage : Jonathan Moss | Anfield, Liverpool Spectateurs : 43 091 Arbitrage : Jonathan Moss |

| 27 janvier 2016 | Manchester City (1)                          | 3 - 1   | Everton (1) |                                                                             |                                                                             |
| 19 h 45 BST     | Fernandinho 24e · De Bruyne 70e · Agüero 76e | (1 - 1) | Barkley 18e | Etihad Stadium, Manchester Spectateurs : 50 048 Arbitrage : Martin Atkinson | Etihad Stadium, Manchester Spectateurs : 50 048 Arbitrage : Martin Atkinson |

## Finale
| 28 février 2016 | Liverpool (1)                    | 1 - 1             | Manchester City (1)                  | Wembley Stadium, Londres                        |                                                 |
| 16 h 30 BST     | Coutinho 83e                     | (0 - 0)           | 49e Fernandinho                      | Spectateurs : 86 206 Arbitrage : Michael Oliver | Spectateurs : 86 206 Arbitrage : Michael Oliver |
| 16 h 30 BST     | Rapport                          |                   |                                      | Spectateurs : 86 206 Arbitrage : Michael Oliver | Spectateurs : 86 206 Arbitrage : Michael Oliver |
| 16 h 30 BST     | Can · Lucas · Coutinho · Lallana | Tirs au but 1 - 3 | Fernandinho · Navas · Agüero · Touré | Spectateurs : 86 206 Arbitrage : Michael Oliver | Spectateurs : 86 206 Arbitrage : Michael Oliver |

| G             | 22 | Simon Mignolet    |      |     |
| DD            | 2  | Nathaniel Clyne   | 53e  |     |
| DC            | 21 | Lucas Leiva       |      |     |
| DC            | 17 | Mamadou Sakho     |      | 25e |
| DG            | 18 | Alberto Moreno    | 65e  | 72e |
| MC            | 14 | Jordan Henderson  |      |     |
| MC            | 23 | Emre Can          | 85e  |     |
| MD            | 7  | James Milner      |      |     |
| MO            | 11 | Roberto Firmino   |      | 80e |
| MG            | 10 | Philippe Coutinho | 83e  |     |
| AC            | 15 | Daniel Sturridge  |      |     |
| Remplaçants : |    |                   |      |     |
| G             | 34 | Ádám Bogdán       |      |     |
| D             | 4  | Kolo Touré        |      | 25e |
| D             | 38 | Jon Flanagan      |      |     |
| M             | 20 | Adam Lallana      | 118e | 72e |
| M             | 24 | Joe Allen         |      |     |
| A             | 9  | Christian Benteke |      |     |
| A             | 27 | Divock Origi      |      | 80e |
| Entraîneur :  |    |                   |      |     |
| Jürgen Klopp  |    |                   |      |     |

| G                 | 13 | Willy Caballero    |      |      |
| DD                | 3  | Bacary Sagna       |      | 90e  |
| DC                | 4  | Vincent Kompany    | 87e  |      |
| DC                | 30 | Nicolás Otamendi   | 109e |      |
| DG                | 22 | Gaël Clichy        |      |      |
| MC                | 6  | Fernando           | 76e  | 90e  |
| MC                | 42 | Yaya Touré         | 118e |      |
| MD                | 25 | Fernandinho        | 119e |      |
| MO                | 21 | David Silva        |      | 110e |
| MG                | 7  | Raheem Sterling    |      |      |
| AC                | 10 | Sergio Agüero      |      |      |
| Remplaçants :     |    |                    |      |      |
| GK                | 1  | Joe Hart           |      |      |
| DF                | 5  | Pablo Zabaleta     |      | 90e  |
| DF                | 11 | Aleksandar Kolarov |      |      |
| DF                | 26 | Martín Demichelis  |      |      |
| MF                | 15 | Jesús Navas        |      | 90e  |
| FW                | 14 | Wilfried Bony      |      | 110e |
| FW                | 72 | Kelechi Iheanacho  |      |      |
| Entraîneur :      |    |                    |      |      |
| Manuel Pellegrini |    |                    |      |      |